# Kurtis Blow (album)
Kurtis Blow è il primo album di studio del rapper statunitense Kurtis Blow, pubblicato il 29 settembre del 1980 e distribuito dalla major discografica Mercury. L'uscita di questo disco fu una novità nell'ambiente hip hop, abituato in quel periodo a semplici pubblicazioni di singoli o brevi raccolte. Oltre a Blow, anche la Sugarhill Gang pubblicò un album omonimo, ma il mondo hip hop iniziò ad abituarsi a ciò solo negli anni successivi, con l'arrivo di artisti come Run DMC e Whodini.
Il periodo di pubblicazione di Kurtis Blow rende quindi l'album stesso in qualche modo storico: l'album è uno dei primi nella storia dell'hip-hop ed è il primo album hip hop a essere pubblicato sotto una etichetta major. Nel complesso il disco dell'artista newyorchese presenta dei buoni pezzi, a partire da The Breaks, colonna portante dell'old school hip hop – brano spesso campionato da altri artisti hip hop in seguito –, oltre a Rappin' Blow, Part Two, che è la seconda parte del primo singolo di Blow, e Christmas Rappin' (1979). Hard Times invece, precede di due anni il rap a sfondo sociopolitico (più avanti definito come conscious hip hop) del pezzo di Grandmaster Flash and The Furious Five The Message. Takin' Care of Business è uno dei primi tentativi di crossover tra hip hop e rock and roll.
The Breaks ottiene un buon successo commerciale, raggiungendo il quarto posto nella classifica delle canzoni R&B stilata da Billboard nel 1980, entrando anche nella Hot 100.

## Ricezione
| Recensione        | Giudizio |
| ----------------- | -------- |
| AllMusic          | [ 1 ]    |
| The Village Voice | B+       |

Il critico Robert Christgau recensisce positivamente l'album, dandogli una «B+» come voto, nonostante critichi la sua versione di Takin' Care of Business dei BTO. In una recensione retrospettiva, Alex Henderson scrive: «Tornando all'epoca dell'old school hip hop – all'incirca nel 1978-1982 – gli album rappresentavano l'eccezione e non la regola. Alcune delle altre tracce [...] sono decenti ma non notevoli. Resta il fatto che rappare, non cantare, è il punto forte di Blow. E Mercury ha davvero sbagliato fornendo solo la seconda metà di Christmas Rappin'; quel singolo, punto di riferimento, avrebbe dovuto essere ascoltato nella sua interezza. Ma nonostante i suoi difetti e le sue carenze, Kurtis Blow è un album importante che gli storici hip-hop dovrebbero ricordarsi di ascoltare.»

## Tracce
Lato A
1. Rappin' Blow, Pt. 2 – 4:42 (testo: Kurtis Blow, Robert Ford, Denzil Miller, J.B. Moore, Larry Smith)
2. The Breaks – 7:43 (testo: Blow, Ford, Moore, Russell Simmons, Smith)
3. Way Out West – 7:43 (testo: Moore)

Lato B
1. Throughout Your Years – 5:21 (testo: Blow, Moore, William Waring)
2. Hard Times – 4:38 (testo: Jimmy Bralower, Moore, Simmons, Smith, Waring)
3. All I Want in This World (Is to Find That Girl) – 5:00 (testo: Moore)
4. Takin' Care of Business – 5:31 (testo: Randy Bachman)

Tracce bonus
1. Christmas Rappin' – 3:57 (testo: Blow, Ford, Moore)
2. Breaks [Instrumental] – 5:52 (testo: Blow, Ford, Moore, Simmons, Smith)

## Classifiche
| Classifica (1980) | Posizione massima |
| ----------------- | ----------------- |
| Stati Uniti       | 71                |
| US Black Albums   | 10                |